# F901iC
FOMA F901iC（フォーマ・エフ きゅう まる いち アイ・シー）は、富士通によって開発された、NTTドコモの第三世代携帯電話 (FOMA) 端末製品である。

## 概要
901iシリーズとしてSH901iCに次いで2番目に発売された。外部メモリーはminiSDカード（128MBまで：ドコモ発表。それ以上は自己責任）対応である。折りたたみ式を採用し、指紋認証センサーも引き続き採用している。また、別売りの接続ケーブルを買う事で充電しながらパソコンとの情報連携も出来る。カメラ性能は、アウトカメラはCCD有効画素数204万画素で、オートフォーカスに対応している。主にテレビ電話用のインカメラはCMOS有効画素数32万画素。 
iアプリは「RIDGE RACER FOR F」、「スーパーパズルボブルF」、「スペースインベーダー3DサラウンドF」、「フリーセル」、「3Dサウンドシミュレーター」、「Gガイド番組表リモコン」、「電子マネー Edy」、「Dimo i 絵文字メール」がプリインストールされている。
901iシリーズ共通の特徴として、着うたや着モーションの最大再生容量を300KBから500KBに拡大、iモードメールの添付ファイルの最大容量も100KBから500KBに拡張、ツインスピーカー搭載、iアプリの3Dグラフィックス機能強化、Flashからの端末情報取得、外部からのコンテンツに対して問題要素を検出する「セキュリティスキャン機能」を搭載しているなど、iモードにまつわる機能が強化された。また、デジタルオーディオプレーヤー機能が正式対応になり連続再生出来る様になった。
また、型番にCが付いており、iモードFeliCaにも対応している。モバイルSuicaには非対応。予定されていた800MHz帯とのデュアルバンド機能は見送られ、901iSから搭載される。

## 歴史
- 2004年11月5日：電気通信端末機器審査協会 (JATE)通過
- 2004年11月16日：技術基準適合証明 (TELEC) 通過
- 2004年11月17日：SH901iC・N901iC・D901i・P901iと同時にドコモよりプレスリリース
- 2004年12月24日：全国で発売開始

## 不具合
- 現在までに不具合はない。